# Židovská čtvrť v Tučapech
Židovská čtvrť v Tučapech (německy dříve Tutschap), obci v okrese Tábor, Jihočeský kraj, se skládala ze dvou částí, oddělených vesnickým rybníkem (nyní již neexistuje).
V roce 1830 se židovská čtvť skládala z devíti domů, synagogy, školy a rabínova domu, vše na sever od rybníka; v jižní části se nacházelo 13 domů a nemocnice. Většinou jednopatrové obytné budovy se dodnes zachovaly, i když ne v původním stavu.
V židovské škole, ve které se v roce 1779 začalo vyučovat, se v horním patře nacházela modlitebna, která byla po stavbě synagogy (v 1. polovině 19. století) zrušena; škola byla zrušena roku 1881. Součástí školy byl také byt pro učitele rep. pro jiné zaměstnance židovské obce. Jedná se o památkově chráněnou budovu.